# Фестивал дел Гран Подер у Ла Пазу
Фестивал дел Гран Подер или La Fiesta de Jesús del Gran Poder је верски фестивал који се слави у граду Ла Пазу у Боливији. Фестивал развија различите верске и празничне праксе на синкретичан начин између католика и Ајмара.
Фестивал Сантисима Тринидад дел Сењор Хесус дел Гран Подер одржава се на Дан Свете Тројице у граду Ла Пазу. Прослава сваке године трансформише и стимулише друштвени живот Ла Паза, произилазећи из посебног начина разумевања и живљења Андског католицизма. Парада почиње процесијом кроз западни део града. Ова процесија је централна за догађај, укључујући 40.000 поклоника који плешу и певају свецу заштитнику. Игра има сакрални значај за шездесет и девет укључених братстава, која се дочекују на улицама у еуфоричној атмосфери у којој одјекује музика 7.000 музичара. Тешки плесови почињу Мореносом, култним плесом фестивала, помешаним са лаким плесовима. Сутрадан, чланови поворке свечано носе на раменима свеца заштитника у округу Гран Подер; поклоници одају почаст слици тамјаном, цвећем и конфетама. Братства припремају своје музичке репертоаре током целе године; везиље и драгуљари преносе своја знања у породицама Гран Подера, а девоцијски аспект праксе преноси се кроз церемоније предања, вечери и процесије.
Фестивал је уписан на Унескову Листу нематеријалне културне баштине света 2019. године.

## Галерија
- Плес Капоралеса, пореклом из Ла Паза
- Плес Кулаваде, пореклом из Ла Паза
- Бенд музичара који учествује на фестивалу
- Тата Данзанте, пореклом из Ла Паза, учествује на Уласку Господара Велике моћи